# Psychonotis caelius
Psychonotis caelius är en fjärilsart som beskrevs av Felder 1860. Psychonotis caelius ingår i släktet Psychonotis och familjen juvelvingar. Inga underarter finns listade.

## Bildgalleri

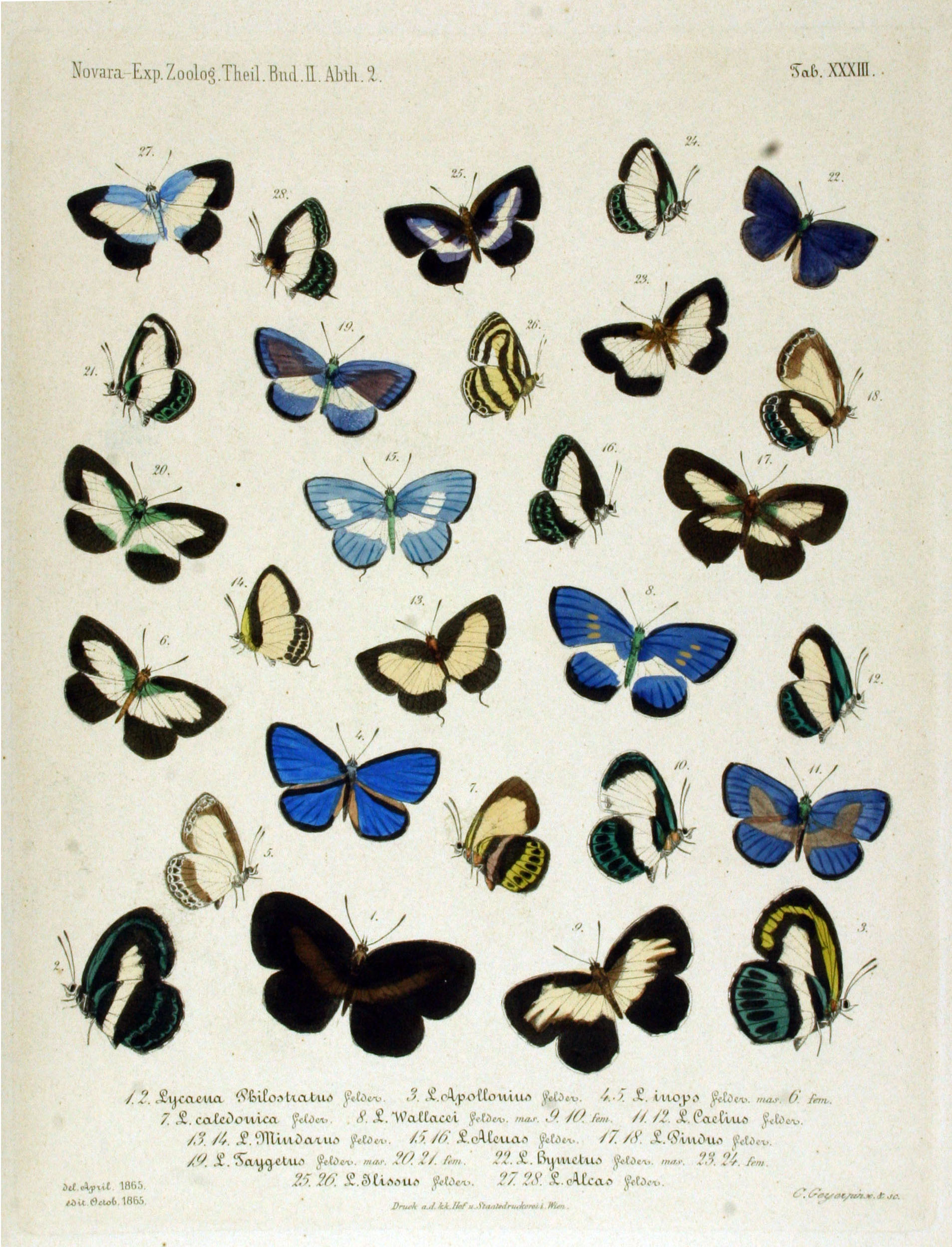
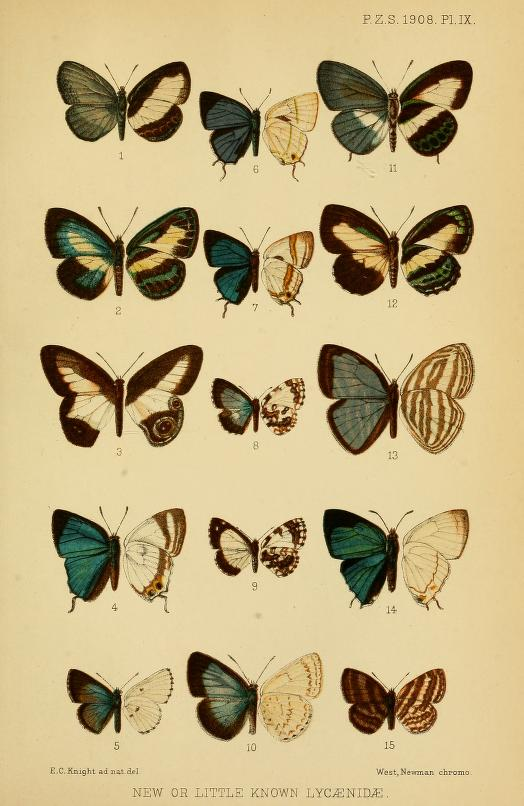
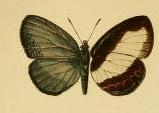